# Охридска легенда
Охридска легенда је једини балет Стевана Христића, први пут изведен у Народном позоришту у Београду, 29. новембра 1947. Претходно је, 5. априла 1933. године, изведен само Први чин. Аутор је накнадно, у Москви, компоновао неке додатне, нове делове балета (Пролог, сцену Биљане и Марка из I чина, Variation A и B из II чина и допуну почетка IV чина), који је у тако допуњеном издању и изведен у Москви у музичком позоришту „К. С. Станиславски и В. Ј. Немирович-Данченко“, 12. априла 1958. године.
Либрето је заснован на грађи бајке и легенде, која говори о времену робовања под Турцима, а музика, као и оригинална кореографија, се ослањају на фолклорне елементе и узоре са подручја Јужне Србије. Два најистакнутија музичка мотива у балету је Христић позајмио од Стевана Ст. Мокрањца, односно из његове славне Х Руковети, а то су песме Биљана платно белеше и Пушчи ме, које, често вариране, прожимају цео балет.

### Мотиви
- Македонска народна песма „Биљана платно белеше”:

- Обрада песме „Биљана платно белеше” из X руковети С. Ст. Мокрањца:

- Преплитање ова два мотива на почетку IV чина балета:

Шири контекст целом делу је Христић дао у трећем чину, где на двору турског султана, у дивертисману, даје фолклорну „арому“ и других балканских народа, Румуна, Бугара, грка и Албанаца.

## Ликови и улоге
- Биљана I карактерна играчица
- Марко, сиромашни сељак у служби Биљаниног оца I играч
- Отац Биљанин улога
- Мајка Биљанина улога
- Иван, Биљанин младожења соло играч
- Кум играч
- Девер играч
- Иванови родитељи улоге
- Стари слепи свирач улога
- Његова унука (8-12 година) улога
- Звезда Даница I пластична играчица
- Звезде њене пратилице (6—8) балетски кор
- Бисерка, језерска вила I пластична играчица
- Русалке, језерске виле балетски кор
- Поглавица јањичара улога
- Јањичари статисти
- Султан мимичка улога
- Везир мимичка улога
- Поглавица харема, главни евнух мимичка улога
- Дворјани и свита статисти
- Стражари, војска статисти
- Џиновски стражар статист
- Румунка карактерна солисткиња
- Бугарка карактерна солисткиња
- Албанка карактерна солисткиња
- Гркиња карактерна солисткиња
- Млади грчки пастир мимичка улога
- Харемске жене (одалиске) балетски кор
- Маркови другови балетски кор
- Момци и девојке балетски кор
- Народ (мушкарци, жене, деца, старци) статисти
- Хор иза сцене (сопрани, алти, тенори) и као поворка робља